# Шахтинский краеведческий музей
Шахтинский краеведческий музей — музей в городе Шахты Ростовской области. Здание музея является памятником архитектуры конца XIX века (1896 год). Музей основан в 1966 году, открыт 18 мая 1967 года.
Адрес музея: 346500, Ростовская область, город Шахты, ул. Шевченко, 149.

## История и описание
Шахтинский краеведческий музей расположен в центре города Шахты, в старинном здании, построенном в 1896 году. Ныне здание относится в памятникам архитектуры. С 1896 года в здании работала названная в честь Императрицы Александры Феодоровны, в память коронования Их Императорских Величеств — Императора Николая II и Императрицы Александры Феодоровны, Александровская церковно-приходская школа. Школа с 1907 года была образцовой. В центральном помещении здания высокие куполообразные потолки, создающие в музее атмосферу старины.
Музей является крупным муниципальным музеем Ростовской области. Его основной фонд насчитывает около 14 000 единиц. В музее собраны старинные иконы и фотографии, исторические документы различных периодов, предметы быта и личные вещи горожан. В свое время Академия художеств СССР передала в дар музею около 200 картин.
В музее есть тематические залы: «Старый город», «Мещанский быт», «Боевая слава города», «Природа донского края». В картинной галерее музея проводятся выставки графики, живописи, прикладного искусства и др., проходят музыкальные и поэтические вечера, встречи о знатными людьми города. Всего в музее пять тематических залов. В двух его залах, посвященных событиям Великой Отечественной войны собрано оружие, личные вещи солдат, фотографии и документы. Одна из экспозиций музея посвящена донской природе, здесь есть много, обитающих в донских краях, чучел животных и птиц. В музее можно познакомиться с историй добычи угля в регионе, мещанским интерьером жителей города XIX—XX веков.
12 ноября 2015 года администрацией музея был вывезен с территории сгоревшего здания «Музея истории угольной промышленности» во двор краеведческого городского музея музейный экспонат — памятник В. И. Ленину. В дальнейшем будет рассматриваться вопрос о необходимости его реставрации.
При Шахтинском краеведческом музее действует Литературное объединение имени поэта Алексея Недогонова. А. И. Недогонов родом из города Александровск-Грушевский (ныне город Шахты Ростовской области), родился 19 октября (1 ноября) 1914 года.